# Betula lanata
Betula lanata là một loài thực vật có hoa trong họ Betulaceae. Loài này được (Regel) V.N.Vassil. mô tả khoa học đầu tiên năm 1942.